# Рудницький Володимир Ярославович
Володимир Ярославович Рудницький (27 квітня 1986, Івано-Франківськ) — хоровий диригент, музично-громадський діяч. Випускник Львівської національної музичної академії ім. Миколи Лисенка, а також інституту мистецтв Прикарпатського національного університету ім. В. Стефаника. Директор  Івано-Франківської обласної філармонії імені Іри Маланюк

## Життєпис
З 2002 по 2009 роки працював регентом парафіяльного хору Відродження в церкві св. Параскевії УГКЦ м. Івано-Франківська. 2009 року створив камерний хор «Воскресіння».
2013 рік — лавреат четвертого всеукраїнського конкурсу молодих вокалістів ім. Ірини Маланюк (м. Івано-Франківськ).
2015 рік — член журі першого всеукраїнського дитячо-юнацького хорового фестивалю-конкурсу «Голоси яскравої країни». 2018 року створив, а пізніше директором, всеукраїнський великодній фестиваль хорової музики «Катедральні дзвони» м. Івано-Франківськ.
2019 року Володимира Рудницького обрано головою Івано-Франківського обласного відділення Національної всеукраїнської музичної спілки.
2020 рік — член журі четвертого міжнародного хорового фестивалю-конкурсу «Odessa cantat».
2020 рік — член журі першого міжнародного хорового фестивалю-конкурсу «ODESSA SAMMER FEST 2020».
2021 рік — керівник проєкту «Невідомий Бортнянський» реалізований за підтримки УКФ. В рамках проєкту створено фільм в якому презентовано п'ять віднайдених духовних концертів Дмитра Бортнянського.
2021 рік — член журі першого міжнародного мистецького фестивалю конкурсу «ChristmasFest» Одеса.
2021 рік — володар гран-прі на міжнародному конкурсі диригентів «Odessa cantat».
2022 рік — керівник проєкту «Кирило Стеценко Милість миру» реалізований за грантові кошти Стабілізаційного фонду культури та освіти 2022 р. Федеральним міністерством закордонних справ Німеччини та Goethe-Institut.
2024 рік — 19 квітня рішенням Івано-Франківської обласної ради, призначений на посаду директора Івано-Франківської обласної філармонії імені Іри Маланюк.